# 968 هـ
968 هـ هي سنة في التقويم الهجري امتدت مقابلةً في التقويم الميلادي بين سنتي 1560 و1561.

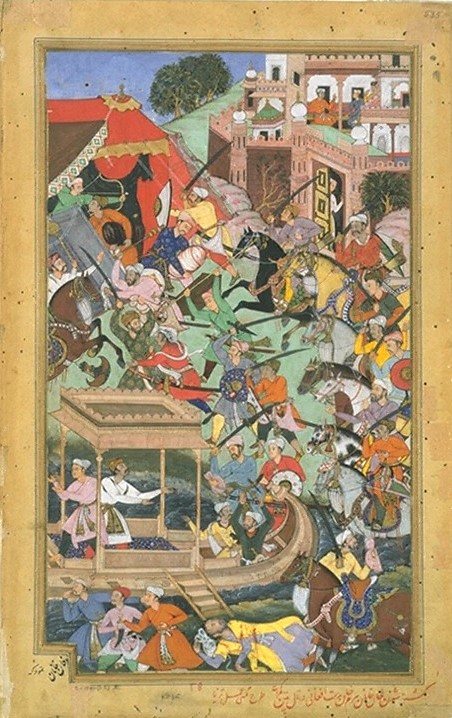
مخطوطة تبين اغتيال بيرم خان

## مواليد
- وليم بدول

## وفيات
- بيرم خان
- طاشكبري زاده
- نثاري التوني